# Tellervo zoilus
Tellervo zoilus is een vlinder uit de familie Nymphalidae, onderfamilie Danainae.
De wetenschappelijke naam van de soort is voor het eerst geldig gepubliceerd in 1775 door Johan Christian Fabricius.